# دير إيونا
دير إيونا هو دير يقع في جزيرة إيونا في الساحل الغربي لإسكتلندا.